# ミミセン!
ミミセン!は、TBSで2001年4月6日（5日深夜）から9月28日（27日深夜）まで放送されていたバラエティ番組。第26回で終了。
正式な番組タイトルは「Midnight Mysterious Century」。

## 出演
- Midnight Mysterious Century（Coming Century）
  - 森田剛（ギター担当）
  - 三宅健（ベース担当）
  - 岡田准一（ドラム担当）

## スタッフ
- 構成：都築浩、中野俊成／おちまさと
- CAM：中島浩司
- AUD：後藤龍幸
- LD：根健勝広
- 美術プロデューサー：木村文洋
- デザイン：金子隆
- 美術進行：横山勇
- 大道具：渡部俊英
- アクリル装飾：岡村正樹
- メイク：杉村千春
- スタイリスト：野原ちえこ
- 編集：馬場革
- MA：迫久美雄（麻布プラザ）
- 音効：太田光則（SPOT）
- TK：多田羅英子
- デスク：渡辺香織
- 番宣：角口昌代
- AP：山下めぐみ
- ディレクター：坂井美継、和田英智
- チーフディレクター：藤田賢城
- プロデューサー：藤岡繁樹
- 技術協力：プログレッソ
- 美術協力：フジアール
- 収録スタジオ：ヴイ・ビジョンスタジオ
- 協力：ジャニーズ事務所
- 制作協力：スウィッシュ・ジャパン
- 制作：TBSエンタテインメント（現：TBSテレビ）
- 製作著作：TBS

## 関連
楽曲
- 『MiMyCEN』 - 2001年9月19日に発売されたシングル。

番組
- ラブセン!（2002年～2004年放送）
- オトセン（2001年～2002年放送） - 『ミミセン!』の後番組。